# Asseco
Asseco Poland ist ein börsennotierter polnischer Informationstechnikkonzern mit Sitz in Rzeszów im Karpatenvorland.
Das Unternehmen ist der größte Softwarehersteller Mittel- und Osteuropas und der sechstgrößte auf dem gesamteuropäischen Markt.
Die Aktie des Unternehmens wird an der Warschauer Wertpapierbörse gehandelt und ist in deren Leitindex WIG30 enthalten.

## Geschichte
Die Asseco-Gruppe entstand 2005 aus der Fusion von COMP Rzeszów S.A (heute: Asseco Poland) und Asset Soft (heute Asseco Slovakia), noch im selben Jahr kamen die Asseco Romania, Asseco Czech Republic und Asseco Adria hinzu. Es folgte die Akquisition von zwei IT-Gesellschaften in Serbien und in Mazedonien.
2006 fusionierte Asseco Poland mit der Prokom-Software-Tochter Softbank unter gleichzeitiger Eingliederung der tschechischen PVT (heute: Asseco Czech Republic). Im September 2007 wurde bekannt, dass Asseco Poland eine Fusion mit seinem Konkurrenten Prokom Software plant. Asseco hat Ryszard Krauze und der von ihm kontrollierten Investmentgesellschaft Prokom Investments ein Angebot von fast 700 Millionen Złoty für deren 23,49-prozentigen Anteil an Prokom Software unterbreitet.

## Geschäftsfelder
Die Asseco-Gruppe ist auf dem Geschäftsfeld Softwarelösungen für Banken, Versicherungen, Maut, Gesundheitswesen sowie Ver- und Entsorgung tätig. Bei IT-Lösungen für die Unternehmensplanung (ERP) ist Asseco in Polen Marktführer. Die über 60.000 Kunden in Europa, darunter mehrere tausend im Industriesektor, sind rund 300 Banken in Polen (unter anderem auch die Deutsche Bank, die Volkswagen Bank/Volkswagen Leasing, die PKO BP, außerdem mehrere Ministerien, die polnische Polizei, die polnische Post sowie die Warschauer Börse).

## Beteiligungen (Auswahl)
- Asseco Czech Republic: bisher 100 % durch Asseco Poland gehalten
- Asseco Slowakei (Asseco Slovakia a. s.; Umsatz 2006: 1,4 Mrd. Sk): 55 %
  - LCS International: 55 % (über Asseco Slowakei), im Juli 2007 erworben; LCS ist der bedeutendste tschechische Produzent von ERP-Applikationen (Produkte: Helios Red, Helios Orange und Helios Green)
  - Slovanet a. s. (Telekommunikationsoperator)
  - Datalock a. s. (ERP-Lieferant), Januar 2007
- Asseco Rumänien (Asseco Romania S. A.)
- Asseco Germany (gegründet im September 2007), Sitz Rzeszów: 100-prozentige Tochter der Asseco Poland
  - Asseco Solutions AG (Produkte: APplus, Helios, Asseco Spin, SCS Smart Connected Solutions) (vormals: AP Automation Productivity AG, Karlsruhe (unter den Top 3 der deutschsprachigen mittelständischen ERP-Anbieter): 100 % gehalten durch Asseco Germany; erworben im September 2007)
- Asseco Adria S. A.
- Asseco Business Solutions S. A.
- Asseco Systems Sp. z o. o., Sitz Kattowitz
- Asseco Spain: 55 % von RAXON Informatica für 15.400.000 Euro erworben; Sitz in Madrid.
- BERIT a.s., Brünn (Tschechische Republik): 100 %, im Juni 2009 erworben und als Division GNS (Geospatial and Network Solutions) in die Asseco Central Europe, a.s., Prag integriert - Bedeutendster tschechischer Lieferant für GIS- und TIS-Lösungen. Zu Asseco Central Europe, a.s., Division GNS gehören als 100-Prozent-Tochtergesellschaften die deutsche Asseco BERIT GmbH mit Sitz in Mannheim und die Schweizer Asseco BERIT AG mit Sitz in Sissach
- Sintagma, Litauen
- ADH-Soft (in Polen führender Hersteller von Computer-Programmen für den Leasing-Bereich): 55 %, erworben im Mai 2007
- AP AG, Deutschland (einer der führenden ERP-Anbieter auf dem deutschen Markt): Übernahme von 80 % der Anteile im Jahr 2007